# 保品

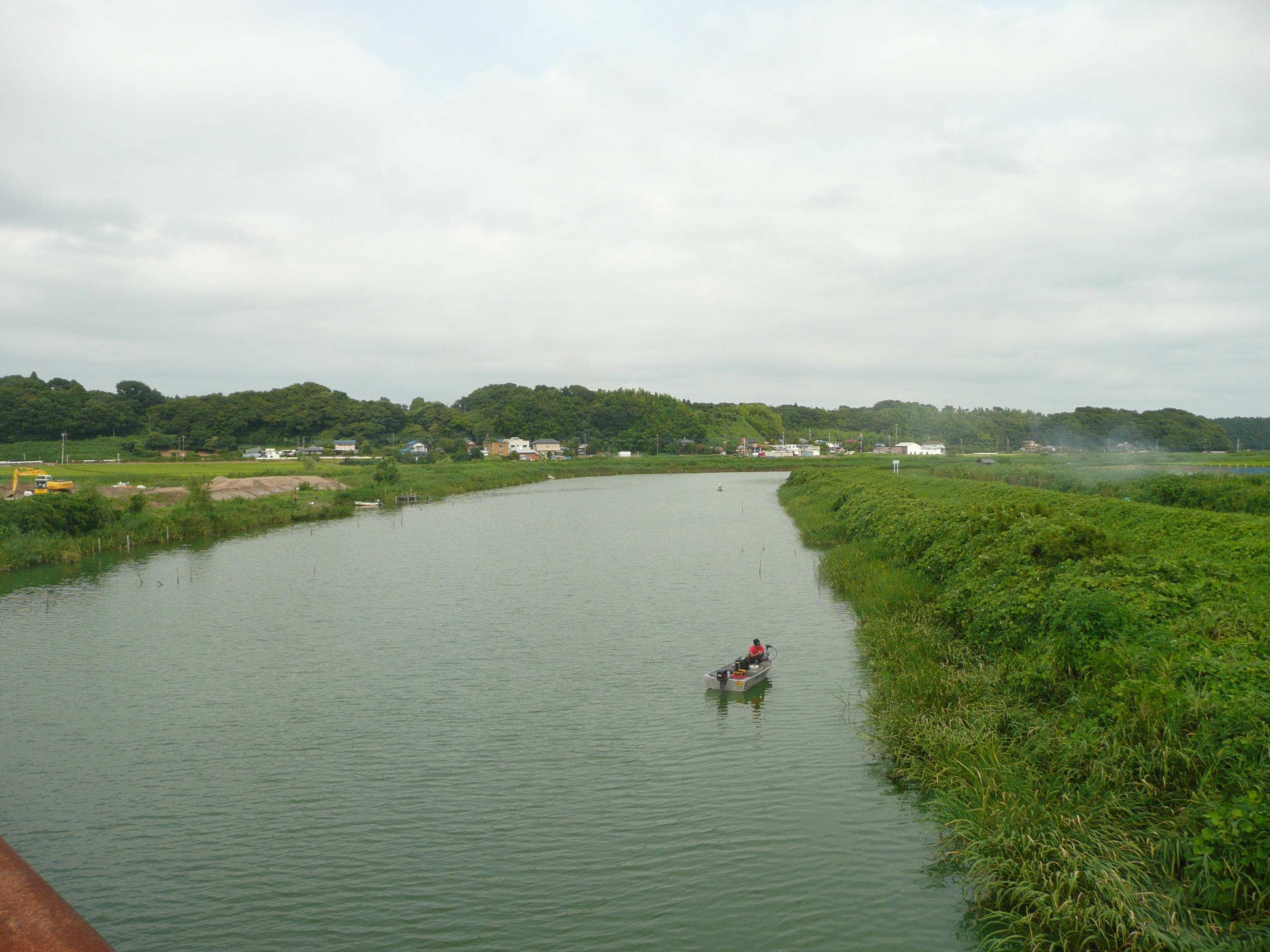
阿宗橋から見た印旛沼

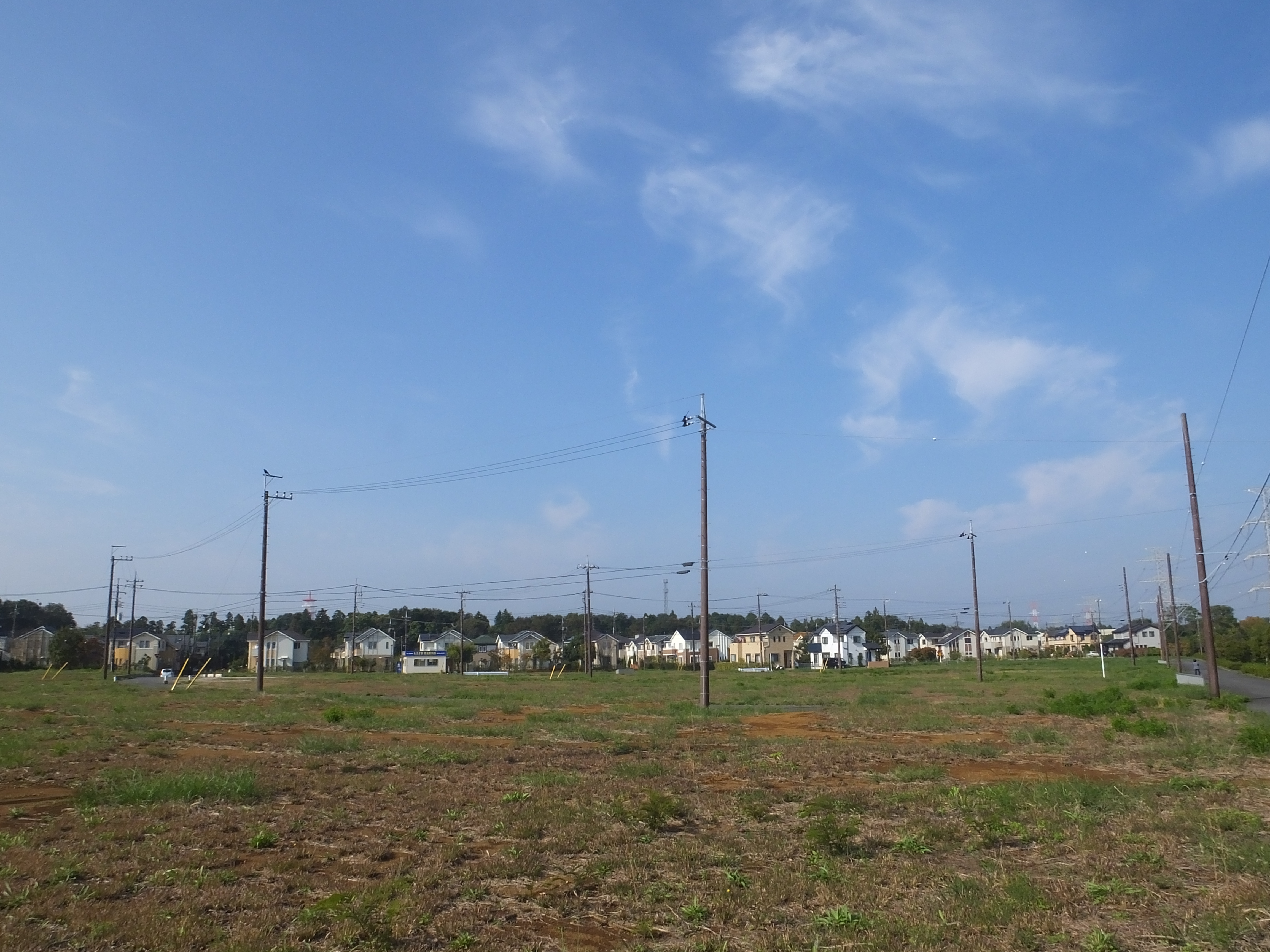
もえぎ野ニュータウン

保品（ほしな）は、千葉県八千代市東部の地名。郵便番号は276-0013。

## 地理
八千代市で最も東に位置し、北部には阿宗橋を境に印旛沼と印旛放水路（新川）がある。新川は通常印旛沼へ向かって流入する河川であるが、大雨で増水した際には東京湾へ向かって逆流する（ちなみに河川定義上は印旛沼が上流端なのでこれが本来の流れ方）。段丘部分に集落が形成され、そこより河川側は田地、台地側は果樹園や針葉樹の多い土地である。

### もえぎ野
当地域の西部では、大成建設が事業主となってニュータウン「もえぎ野」の開発が行われている。大学施設・研究施設・住宅用地の複合開発で、開発区域は65.5ha、総区画数は836戸の予定。一部は隣接する神野地域にもまたがる。もえぎ野は通称名であり、正式名称は「八千代カルチャータウン」である。八千代市内の他の区画整理事業とは異なり、地区計画ではなく建築協定により宅地分譲をしている。
1992年（平成4年）3月に千葉県知事の認可を受け、翌年4月に東京成徳大学が開校。当初は1999年（平成11年）3月の工事完了予定だったが、埋蔵文化財調査の影響で遅滞した。宅地分譲は2000年代より本格化している。
車道は幅員6mを確保し、中心となるもえぎ野通りは道を蛇行させることで自動車を減速させる手法がとられている。またビオトープの設置、街区ごとの植栽や動植物を刻印した車止めなど自然への配慮も見られる。アクセスは当時減回が続いていた東洋バス岩戸線によるため利便性が低かったが、宅地分譲が進むと2005年（平成17年）4月1日のダイヤ改正でもえぎ野車庫が設置され、ここを終点とする便が開設された。以来大幅に増回された岩戸線の主軸となっている。当地区の市街化区域への編入は今後検討を進めるとしていたが、
2022年3月25日付で市街化区域に編入が行われた。
開発に当たっては後述するような古代遺跡が地区内に数多く存在し、埋蔵文化財の調査が行われている。

## 歴史
保品の地名は南北朝時代「星名郷」と称したのに見られ、江戸時代に「保品」となった。これは「穂階」の意で、川底から台地の急坂を上る地に由来すると考えられる。

### 原始・古代
当地域は隣の神野地域とともに奥東京湾岸に位置し、縄文時代早期の貝塚として西部に上谷遺跡があるが、規模は隣の神野にある神野貝塚と比べると極めて小さいものである。むしろ上谷遺跡はすぐ隣の栗谷遺跡とともに弥生時代中期から後期、そして古墳時代終末期以降にかけて栄えた集落地としての性格が強い。
栗谷遺跡は1988年（昭和63年）より発掘調査が行われた。弥生中期頃の方形周溝墓が多く発見され、日用品もまとまって出土している。棺や人骨は見つかっていない。墓の形状はどれもほぼ同じであり、当時はまだ無階級社会であったようだ。その後古墳時代に入ると大型の方形周溝墓が登場し、当地域の保品栗谷古墳群をはじめ周辺地域で古墳が造られるようになったことから、階級社会の成立が分かる。「有段口縁壺」という従来とは全く特徴の異なる土器や内房地域の土器も出土し、多方面と交流があったこともうかがえる。
奈良時代に入ると八千代市内各地で集落が復活しており、特に栗谷・上谷遺跡では古墳後期の住居が見つかっていないのに対し8世紀以降の住居が爆発的に増加している。このころになると集落が集約化され、地域格差がはっきり表れてきている。律令体制の成立から、この遺跡では「印旛郡村神郷」と書かれた墨書土器が出土しており、神野地域の向境・境堀遺跡とともに村神郷帰属の一大集落として単位集団を成していたようだ。特徴は村神郷の中心である村上地域の村上込の内遺跡と同じで、特定集団が一定の範囲に継続して住んでいた様子である。8世紀から9世紀中期を最盛期として、以降衰退している。

### 中世
当地域は平安時代に臼井氏の支配下、臼井庄となる。鎌倉時代に宝治合戦で臼井氏が敗れ衰退すると、代わりに千葉氏が勢力を伸ばし、南北朝時代に千田氏と対立する。そのような中で保品郷の土地を巡り訴訟が起こる。係争地は保品郷に含まれていた神野地域だが、「臼井庄星名郷神村半分」と、「星名」の名称が見られる。
戦国時代になると当地域では印旛沼西端に保品竜害城が作られた。「りゅうげの畑」と称される地が今も残っており、これは「要害」の転訛である。かつて船がこの場所まで乗り入れ、水運の監視場として遠く南東方向に鹿島川河口を望むことができ、見晴らしがよい。だが城より西側は標高が高く、そこから城内が見透かされるため防御的には弱い。つまりこの城跡は専ら印旛沼向きのもので、16世紀初頭の印旛沼・鹿島川を挟んだ千葉氏と臼井氏の対立を反映したものと考えられている。

### 近世・近代
当地域は印旛郡保品村となり、佐倉藩の支配下となった。1602年（慶長7年）に検地が行われ、石高は元禄期334石程度、天保期447石程度。印旛沼に面していたため水害が絶えなかった。市制・町村制以降1889年（明治22年）阿蘇村の大字となる。
1892年（明治25年）には当地域に住む清宮清五郎が水害対策のため、保品締切同盟会を結成する。清宮は醸造業を営む有力地主で、今の阿宗橋の位置よりやや東側で沼を締め切ることで逆流を防ごうとした。だが印旛沼に流入していた神崎川や平戸川の水は当時計画されていた印旛沼開削による疏水（平戸 - 検見川間）へ流すことを念頭に置いていたらしく、翌年の同盟会の総集会に疏水整備の中心となっていた利根治水協会の人物が参会し、論議の末利根治水協会へ加入する形でこの構想は断念することとなった。戦後に印旛沼干拓が進み疎水路となると対岸に橋が架けられた。それが阿宗橋であるが、これは「阿蘇村」と「宗像村」の合成名である。同様のものとして松保橋（保品と印西市松崎）、神尾橋（神野と印西市船尾）がある。

## 世帯数と人口
2017年（平成29年）10月31日現在の世帯数と人口は以下の通りである。
| 大字 | 世帯数  | 人口  |
| ---- | ------- | ----- |
| 保品 | 357世帯 | 852人 |

## 小・中学校の学区
市立小・中学校に通う場合、学区は以下の通りとなる。
| 番地 | 小学校               | 中学校               |
| ---- | -------------------- | -------------------- |
| 全域 | 八千代市立阿蘇小学校 | 八千代市立阿蘇中学校 |

## 交通
- 千葉県道263号八千代宗像線が通る。
- 東洋バスがもえぎ野車庫より勝田台駅北口まで1時間1本ほど、終着地の阿宗橋からは1日1往復（平日のみ運行）である。
- 公共交通不便地帯であり、八千代市公共施設循環バスの村上駅コース、平戸橋コース、阿蘇小学校通学支援コースが運行されている。

## 施設
- 東洋バスもえぎ野車庫
- 東京成徳大学人文学部・応用心理学部
- 太平洋クラブ八千代コース
- 八千代市少年自然の家
- 香取神社
- 天満天神社
- 東榮寺
- 花火の元祖玉屋 - 毎年夏に新川沿いで開催される「八千代ふるさと親子祭花火大会」にて使用される花火の製造で知られる。
- シーディアイ協同組合研修センター

## 近隣地名
- 下高野（南）
- 米本（西）
- 神野（北西）
- 堀の内（北）
- 印西市吉田（北東）
- 印西市吉田干拓（東）
- 佐倉市先崎干拓（東）
- 佐倉市先崎（南東）

## 参考資料
- 「八千代市の歴史　通史編　上・下」（2008年3月15日、八千代市編纂委員会）
- 「日本地名大辞典・下」（2004年10月、吉田茂樹）
- 「角川日本地名大辞典」（1999年4月30日、竹内理三）